# Людвіг Бьольков
Людвіг Бьольков (нім. Ludwig Bölkow, 30 червня 1912 – 25 липня 2003) — один з піонерів повітроплавання у Німеччині.

## Біографія
Народившись у Шверіні, у північно-східній Німеччині, у 1912, Бьольков був сином бригадира, який працював у компанії Фоккер, одній з провідних літакобудівних компаній того часу.

## Початок кар'єри
Бьольков почав свою роботу у літакобудівній компанії Heinkel, до початку навчання у Технічному університеті у Берліні на авіаційного інженера. Після закінчення, у 1939, він приєднався до проєктного бюро компанії Messerschmitt AG у Аугсбурзі, де він почав працювати клерком, пізніше ставши головою групи з високошвидкісної аеродинаміки, працюючи над Messerschmitt Me 262 і наступниками. У січні 1943 він був призначений керівником бюро розробки Messerschmitt Me109 у Відні. Через рік, Бьольков повернувся до проєктного бюро Messerschmitt, який на той час переїхав до Обераммергау. Там він почав працювати над реактивним винищувачем Messerschmitt MeP1101.

## Продовження кар'єри
Після війни він створив компанію Bölkow GmbH у Оттобрунні, яка з часом перетворилася на найбільшу компанію з розробки літальних і космічних апаратів, MBB (Messerschmitt-Bölkow-Blohm). На початку 1990-х вона була придбана DASA.
Бьолькова нагородили кільцем Ludwig-Prandtl від Deutsche Gesellschaft für Luft- und Raumfahrt (нім. Німецьке товариство аеронавтики і астронавтики) за «видатний внесок в області авіаційно-космічної техніки» у 1972. Його нагородили Золотою медаллю від британського Королівського аерокосмічного товариства у 1978.